# Cédric Anton
Cédric Anton (* 20. Februar 1988 in Metz) ist ein ehemaliger französischer Fußballspieler.

## Verein
Cedric Anton stammt aus dem Nachwuchs des FC Metz und spielte von 2006 bis 2008 für dessen Reservemannschaft. In dieser Zeit gab er dann auch sein Erstligadebüt bei den Profis, als er am 22. Dezember 2007 im Spiel gegen den FC Lorient (0:2) über 90 Minuten zum Einsatz kam. Anschließend war er für OC Vannes B und bei Jeunesse Esch in Luxemburg aktiv. Mit letzterem gewann er 2010 die nationale Meisterschaft. Dann folgte der FC Hagondange, US Forbach, CSO Amnéville, FC Mamer 32 und zuletzt stand er in der Saison 2015/16 wieder beim CSO Amnéville unter Vertrag.

## Erfolge
- Luxemburgischer Meister: 2010